# Дом Асад бека
Дом Асад бека (азерб. Əsəd bəyin evi) — историко-архитектурный памятник начала XVIII века в городе Шуша. Дом принадлежал одному из известных представителей знатного рода города Шуша – Асад-беку.

## Архитектурные особенности
У дома Асад-бека, расположенного неподалёку от дворца Натаван, есть много сходств с точки зрения архитектуры и планового решения с домом Шекихановых в Шеки. Как и в доме Шекихановых, в центре композиции дома Асад-бека расположен большой Т-образный зал. Остальные комнаты сгруппированы вокруг него.
Основное отличие дома Асад-бека от других домов знати с аналогичным планом заключается в большом количестве комнат. Комнаты первого этажа дома, имеющего форму вытянутого прямоугольника, поделены на три группы: большой зал в центре и маленькие комнаты вокруг него, а по сторонам ещё две группы комнат, каждая из которых состоит из двух помещений.
Внутреннего сообщения между этажами нет. На второй этаж можно подняться по каменным лестницам, построенным в обоих углах фасада дома. Они ведут в два вестибюля на втором этаже. Из этих вестибюлей через небольшие коридоры можно попасть в большой гостиный зал, в котором установлено большое, на всю длину фасада, окно-шебеке. Из вестибюлей и коридоров открываются двери в комнаты вокруг зала. На втором этаже, в западной части здания, расположен второй зал, поменьше, и ещё 10 комнат.
При строительстве первого этажа использовались местные белые скалистые камни, второго этажа – варёный красный кирпич. Композиция фасада построена на основе трех огромных окон-шебеке и двух глубоких ниш, расположенных рядом с ними и немного переходящих и на первый этаж.

## Фотогалерея

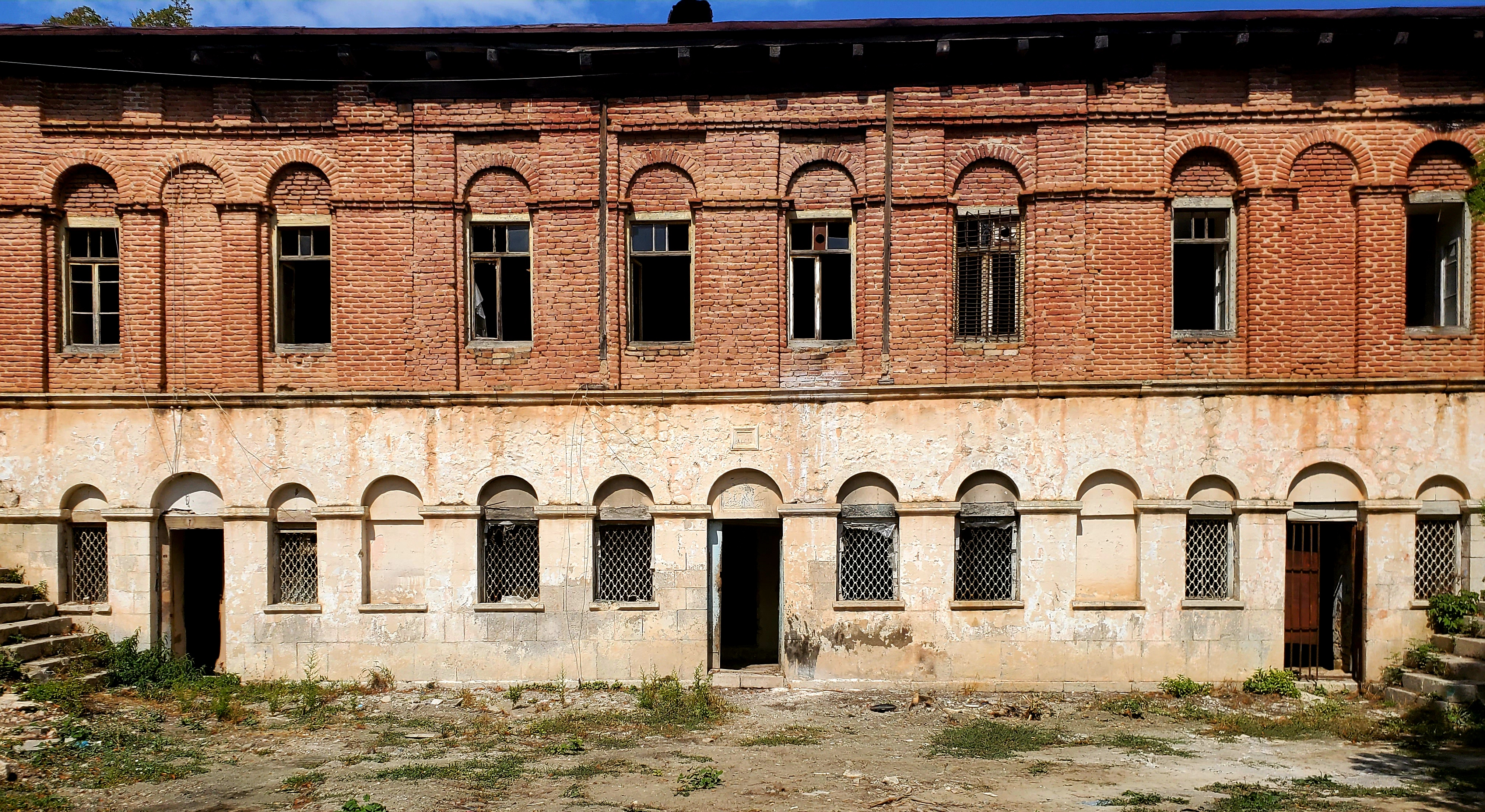
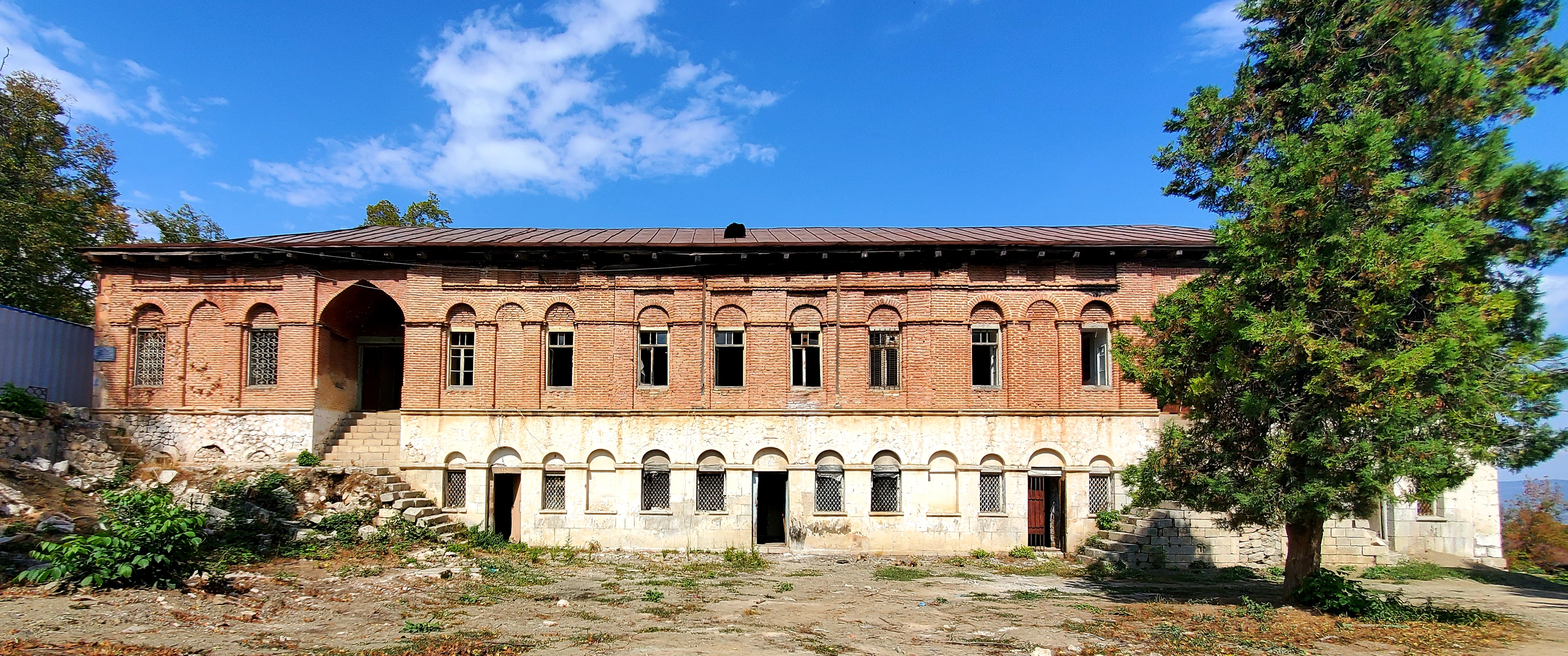
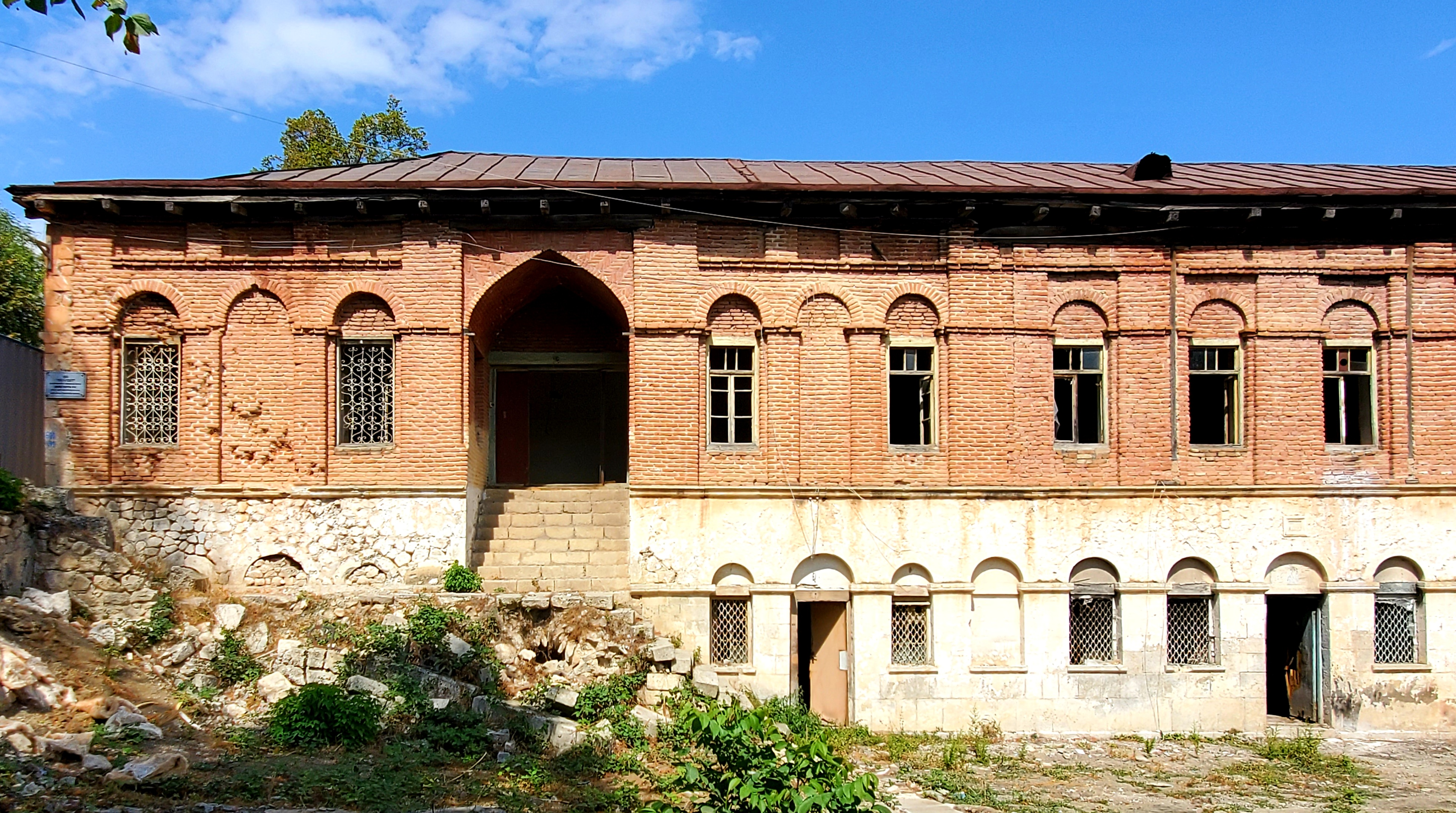

Состояние дома в 2021 году: